# Breaking Point!
Breaking Point! – dziewiąty album studyjny amerykańskiego trębacza jazzowego Freddiego Hubbarda, wydany z numerem katalogowym BLP 4172 i BST 84172 w 1964 roku przez Blue Note Records.

## Powstanie
Materiał na płytę został zarejestrowany 7 maja 1964 roku przez Rudy'ego Van Geldera w należącym do niego studiu (Van Gelder Studio) w Englewood Cliffs w stanie New Jersey. Produkcją albumu zajął się Alfred Lion.

## Lista utworów
Opracowano na podstawie materiału źródłowego.
Wydanie LP
Strona A
| Nr | Tytuł utworu     | Muzyka          | Długość |
| -- | ---------------- | --------------- | ------- |
| 1. | „Breaking Point” | Freddie Hubbard | 10:19   |
| 2. | „Far Away”       | Hubbard         | 10:59   |
|    |                  |                 | 21:18   |

Strona B
| Nr | Tytuł utworu   | Muzyka       | Długość |
| -- | -------------- | ------------ | ------- |
| 1. | „Blue Frenzy”  | Hubbard      | 6:24    |
| 2. | „D Minor Mint” | Hubbard      | 6:25    |
| 3. | „Mirrors”      | Joe Chambers | 6:08    |
|    |                |              | 18:57   |

Utwory dodatkowe na reedycji (2004)
| Nr | Tytuł utworu                   | Muzyka   | Długość |
| -- | ------------------------------ | -------- | ------- |
| 1. | „Blue Frenzy (alternate take)” | Hubbard  | 3:18    |
| 2. | „Mirrors (alternate take)”     | Chambers | 3:23    |
|    |                                |          | 6:41    |

## Twórcy
Opracowano na podstawie materiału źródłowego.
Muzycy:
- Freddie Hubbard – trąbka
- James Spaulding — saksofon altowy, flet
- Ronnie Mathews – fortepian
- Eddie Khan — kontrabas
- Joe Chambers – perkusja

Produkcja:
- Alfred Lion – produkcja muzyczna
- Rudy Van Gelder – inżynieria dźwięku
- Reid Miles – projekt okładki
- Francis Wolff – fotografia na okładce
- Leonard Feather – liner notes
- Michael Cuscuna – produkcja muzyczna (reedycja z 2004)
- Bob Blumenthal – liner notes (2004)